# 狂想のシミュラクラ
『狂想のシミュラクラ』（きょうそうのシミュラクラ）は、吉村英明による日本の漫画作品。スクウェア・エニックスのウェブコミック配信サイト『ガンガンONLINE』で2009年11月26日更新分から2011年6月30日更新分まで連載された。

## 登場人物
栗倉綾女
漢助の義妹で物語のキーマン。黒髪ショートヘアの少女。詳細は不明だが冒頭にて、6年前、天伽村にてある何かが起こった満月の晩に、誰か助けを求めるまでの間、ふすまに隠れているよう漢助に言われたが、後に彼女が首を切り落とされ死亡していた夢から漢助が醒める所から物語が始まる（しかし殺害されずとも、元々持病で長くは持たなかった命とも言われていた）。漢助と初めて出会った時には、明かされていない何かしらの理由で手に負えなくなり、他の誰もが父と母がしたように自分を見捨てると思い込んでいたが、明るく思いやってくれた漢助に対して厚い信頼と好意を生前抱いていた。現在は、最愛の妹を失って狂人となった実兄の「もう一度妹に会いたい」という願いのため、遺体を部位ごとに分けられ、彼女の記憶と経験を与えられた“奇械”と呼ばれる複数の呪い人形に埋め込まれて、それぞれに意思を持ち存在し続けている。彼女らは実兄の「我が妹は何よりも美しく、何よりも誇り高く、何よりも強く」という兄妹愛を通り越した理想のために、満月の晩には彼女らに“決闘”と呼ばれる殺し合いをする事になる。全ての綾女の身体を集めて一人生き残った奇械を“人間”にし、“妹”にし、愛する者を選ぶための決闘だが、彼女ら自身は決闘やその褒賞を望まなくても、このルールにはほぼ強制的に従うように作られており、その精神的束縛からは逃れる事はできない。
栗倉漢助
物語の主人公。6年前から行方不明の義兄の行方を捜していたが、九尾木と言う者が作った人形が兄の製作した人形に酷似しており、手がかりを求めるために九尾木人形館に足を運んだ事で、自分を兄と呼ぶ少女たちの殺し合いに巻き込まれていく。6年前の奇怪な満月の晩に助けを呼ぶためとはいえ、一人綾女を置いていき殺害された事を今も悔やんでいる。以前は天真爛漫な性格だったが、今はあまり笑顔を見せなくなっており、すぐ人に頼って生きていた幼き過去の自分を「臆病者」と呼んでいる。実は三十三代目歌右衛門。
首切り丸
漢助が2人目に出会った、栗倉綾女の意思を持つ“4番目の奇械”で、銘は“首切り丸”。ややピンクがかった赤髪ストレートの長髪に和服姿で、性格は普段は理知的だが、漢助相手には甘えたがったり、黒井や細雪など他の女性と接触してる際には自分との仲の親密さを殊更アピールしようとする。武器はリボルバー銃で、個体としての戦闘能力はあまり高くないが、栗倉綾女の脳を与えられており、“能力”として下僕となる人形を作り操る“知識”を持っている。そのため、決闘では自身が直接戦うよりも、アテルイを前衛に置いて戦う。かつて決闘により命を落とした他の奇械に対して、涙一つ見せず、只の「モノ」と呼んだ事で、あの男に失望。また漢助が好きだった綾女の記憶をより強く受け継いでいるため、他の妹達が漢助に対してネガティブな気持ちを向ける事も多い中で、唯一、最初から実兄より漢助への愛情や信頼の方が上回っている。実社会的には九尾木里奈と名乗っている。第一話終了後、アテルイと共に漢助の家に移り住み同棲を始める。他の奇械と違い、栗倉綾女の身体以外に初代栗倉歌右衛門の遺した奇形異形の奇械“水蛭子”も自身の中に分け与えられていた最初の4体の奇械のうちの一体。そのため、漢助に好感を抱いている細雪ですら発動すれば完全に精神的に支配されてしまう恋愛感情増幅圏内でも、自我を保つだけの耐性がある。また首切り丸の漢助への好意は、同じく漢助に執着していた水蛭子の影響が特に一番強く受け継いでいるためであるという。
アテルイ
首切り丸自身が作った小間使い兼戦闘要員のための奇械。普段はメイド服を模した和服姿をした女性のようだが、戦闘時には学帽を被った男性的な戦闘用ロボットのような姿に換装される。不完全な奇械なので、戦闘力を発揮するためには人の生き血が必要だが、漢助を身体ごと取り込んだ所、相性の良さもあり茨木に対し圧倒的な力を見せる。武器は日本刀。明るい短めの髪をポニーテールにしており、性格はほのぼのとしているが、時々漢助に意味深な事を告げるなど謎も多い。実は元は首切り丸が姉と慕う奇械の体であり、首切り丸によって枷が解かれるとその人格“零姫”が蘇る。
あの男
栗倉綾女の実兄で、栗倉漢助の義理の兄でもある人物。綾女の体を分けられた奇械たちに決闘を行わせてる元凶。
元々は心優しく爽やかな好青年だったが、綾女の死の前後に性格も180度変わってしまい、ナルシストで変態気味な性格の狂人となってしまう。
以前は自分の事を「俺」と呼んでいたが、綾女の事件後はなぜか「僕」と呼んでいる。
自分の半径100メートル以内の奇械には強制的にトキメかせて服従させる“恋愛感情強制増幅圏”なる能力を持っているため、首切り丸のようなすでに心離れた奇械でも、また首切り丸が作ったアテルイですらも強制的に動きを止めてしまう。またLV.2になると強制的操作まで可能となる。アテルイに漢助が取り込まれてる場合には、漢助の意思で動く事ができる。
また今でも漢助の事は本当の家族であり、心の底から愛しているらしい（もし女であれば迷わず嫁にしたいほど）。
殺し合いを強いている奇械たちへは、ただのモノにしか思っていないように思われていたが、実際は娘のように思っていて心を痛めてる一方で、それでも綾女の蘇生のために必要な決闘を続けさせる事を望んだ。
またその決闘は奇械たちの中の水蛭子を消すための物でもあるという。
茨木
漢助が初めて出会った“11番目の奇械”で、銘は“茨木 十兵衛”。栗倉綾女の“爪”を与えられており、能力は爪で傷つけた相手を麻痺させる“毒”。ただし、爪が他の奴らに気持ちが悪いと言われていた事にコンプレックスを感じていたようで、経緯の知らない漢助にもそんな手をした人殺しの化け物呼ばわりされた事で、久方の再会で嬉々とした雰囲気から一気に殺意に変わった。服装は洋服姿だが、首切り丸と同じくストレートの長髪で、ピクチャーハットを被っている。好戦的な性格で、自らの事を“俺”と呼ぶ。個体としての戦闘能力は高めで、メイド型アテルイを圧倒。アテルイが戦闘型に換装してもなお凌駕していた。他の奇械と同じく、生前の自分が殺害された時に、漢助に見捨てられたと思ってはいるが、出会った時の嬉しそうな態度や、決闘の際に漢助の姿が無い事に残念そうな表情を見せ、死に行く時は泣きながら漢助への未練を口にするなど、好意自体は失ってはいなかった様子。
細雪（ささめゆき）
“7番目の奇械”で、銘は“細雪”。栗倉綾女の“血”を与えられており、“血刀”と呼ばれる血液で出来た刀を幾本も出して攻撃できる。戦闘能力は高めだが、基本的に温和な性格で、決闘で死んだ他の奇械の遺体を見て涙していたり、また本来決闘対象でもあるヴェクサシオンが生きていた事にホッとして、DETHE子を殺した事に不快を示した。また真面目で面倒見が良く、ヴェクサシオンがお菓子を食べてる時には汚れた口を拭いてあげて、行儀よく食べるように注意していた。首切り丸とは違い、未だあの男にも忠誠を誓ってはいるが、現在は漢助たちと行動を共にしている。ただしその後、綾女の兄としては劣るとも、綾女としてではなく今の細雪自身の意思として漢助を兄と認め、漢助側につく事を決める。初登場時には精神的幼さが見られたが、漢助やヴェクサシオンと一緒にいるようになってからはしっかり者の面が強く出るようになった。短めの黒髪を2つ束ねて、漢助と同じ学校の制服、もしくは私服はTシャツにデニムのパンツと、こざっぱりとラフな軽装をしている。またスレンダー体型のため、元は同じ栗倉綾女なのに首切り丸と比較して自分のバストのサイズが貧しい事を少し気にしている。首切り丸には「ツンデレ」もしくは「ツンデレラ」とも呼ばれる。
ヴェクサシオン
以前より柿崎メディカルグループに保護されていたが、奇械を誘き寄せる力がある漢介に対し、柿崎グループが奇械による襲撃から保護する代わりに、その際に捕えた奇械を研究として調査する契約を打診したが拒否された為、都築が強引にでも契約を結ばざるを得ないような状況を作るために漢助たちを襲撃させた奇械。銘は“ヴェクサシオン”。栗倉綾女の右目を与えられており、右目を見た人間を操る能力を持つ、しかし、奇械には自分の能力は効かないため、奇械の中では弱い方に分類される。幼い少女の姿をしており、性格も相応に幼く人懐っこく、漢助の事もお兄ちゃんと呼ぶ。いつもお菓子を好んで食べており、特にりんごジュースが大好き。寒くてもいつも半袖。よく細雪の教育的指導をうざがってはいるが、プールでは細雪の水着を剥いで嬉々として悪戯をするなど満更でもない仲で、漢助いわく「まるで姉妹のよう」と思われている。2巻の裏表紙には成長してセクシーになった姿を妄想している絵が掲載されている。
DETHE子
ヴェクサシオンを襲った“13番目の奇械”、銘は“DETHE子”。性格は陰気で、少し精神的に壊れており、極度のネガティブンシンキングな奇械。自分がヴェクサシオン共々最弱である事を認識しており、決闘しても死ぬだけであることに悩んでいた。栗倉綾女の耳を与えられており、能力は“超聴力”。相手が嘘をついているかの判別や、近くの他の奇械の存在を心音で察知する事ができる。武器は短刀。笑い方は「ヒヒヒ」。長い髪をツインテールに纏めている。最後には本当は奇械として生まれてきたくなかった事を訴えた。
酷死病
自分の髪を自在に変化させて操る荒髪と呼ばれる能力を持つ。戦闘能力も高く、好戦的で、人質を取るなど狡猾さもある。悪い行いには罪の大小関係なく絶対許さない。
自己中心的な歪んだ正義を押し付ける性格で、善や悪という言葉を常に振りかざす代わりに、ほとんどが自分の都合に合うか合わないかという破綻した論理だけで善悪を決め付けている。
自分が悪の範疇の行いをしたとしても、自分の行いは完全に例外視している。また、かつて首切り丸が姉と慕っていた別の奇械を決闘によって葬っており、首切り丸からは嫌われている。
ただし、決闘に関しては否定的な考えをしていて、他の奇械を護るために決闘を止めたいと思っており、あの男にも愛情を抱いたまま反逆するつもりでいる。
元々自己中心的に破綻した性格だったわけではなく、零姫との初めての決闘を行う前まではとても心優しい性格だったという。
頭は金髪の長い髪に黒いカチューシャで、服装は普段は成人式の女性のような白のストールと黒と金の和服を着用しているが、戦闘となると脱ぎ捨ててSM嬢のようなボンデージ服を身に着けている。
斬り斬り舞
栗倉邸に訪れた漢助たちと交戦した酷死病を救出しに来た栗倉綾女の“右腕”を持つ奇械。能力は“怪力”。この腕に持てない物はなく、この腕で動かせない物はないらしい。
蝶型のリボンで長髪を束ねたポニーテール、チャイナドレスを着ており、右腕には片刃の厚手の大刀を武器に持っている。非常に明るく、ノリの軽い性格をしている。
酷死病とは仲がよかったようで、彼女の結末を聞いて精神的ショックを受けていた。
腐肉羅（ふにくら）
漢助が細雪への説得を試みた際に現れた、あの男の護衛として登場。最初は戦闘型のアテルイのような姿だったが、漢助と接触した事で反応し能力を発動。その場で女性型に変化した。
17番目の奇械で銘は腐肉羅。最近生まれたため、他の奇械に対しては“先パイ”と呼ぶ。少しパーマをかけたような跳ねたロングヘアで、肩を露にした洋式のドレスを着ている。
あの男に絶対の忠誠心を持っており命令には従順だが、特に命令がなければそれほど好戦的ではなく、どこか捉えどころのない性格をしている。肉を肥大化させる能力を持っている。
イレギュラーな生まれ方から、決闘に参加できない自分は他の奇械に劣る失敗作だと感じているが、あの男への忠誠だけは報われずとも強くあろうと決めている。
絶海孤島
兄の命により栗倉邸の地下牢を破壊しに来たついでに、血闘の障壁になりそうな漢助の殺害も企て襲撃した奇械。
容姿はストレートロングの黒髪にセーラー服、その上にコートのような物を羽織っている。栗倉綾女の“舌”を持ち、能力は“有言実行”。やるといった言葉は必ず実現する。
命令されていない漢助の殺害を止めようとした腐肉羅を倒し、その能力で細雪の血刀をも無効化するなど、細雪いわく「最強の奇械。」ただし類稀なる戦闘能力に反して、極度の方向音痴である。
また性格については「堅物で融通が利かない」と評している。
撲殺御前
登場すぐにあっさり酷死病に殺害されてしまう。
夜光蟲
ツチクレに付け狙われ必死に逃げ回るも、住宅街にて決闘外で一刀の下に斬り捨てられ殺害される。
やや長めのショートヘアにアホ毛、明るい色の瞳、ドクロの刺繍を左胸にあしらったファー付の黒ジャケット、ミニスカート、ブーツという特異な出で立ちの多い奇械の中では現代っ子的なコスチューム。
ファム・ファタル
登場は写真だけだが、縦長のロシア帽、長い髪、ロングスカートで、一見銀河鉄道999のメーテルのような姿をしている。
夜光蟲同様、決闘外でツチクレによって殺害される。首切り丸いわく「どちらもそう簡単にやられるタマじゃない」と、比較的高い戦闘力を持っていた。
零姫
あの男が最初に作った奇械で、銘は“零姫”（ぜろひめ）。首切り丸にとっては“姉”と呼ぶ特別な存在。
首切り丸や細雪の回想シーンでは、酷死病との決闘により一度死んでおり、“負けたのならただのモノ”とあの男に吐き捨てられた事により、首切り丸は離反、細雪も自分の存在意義に対し疑心暗鬼に繋がっていく。
その後、死んだと思われていたが、首切り丸の能力により、修復されアテルイとして存在していた。ただし、アテルイと零姫はそれぞれ独立した人格であり、枷が外される事により零姫の人格が蘇る。容姿も黒目と白目が反転、学ラン姿のような服装に変化し、性格も女性的なアテルイとは正反対の豪胆な性格・口調になる。また二枚の厚手の片刃包丁を体内に隠し持ち、吐き出して武器に使っている。
綾女から分け与えられた“胃”を持ち、ほんの少しでも相手の一部を喰らうとその能力を一時的にコピーできる“悪食”を有している。高い戦闘能力と汎用性のある能力で、腐肉羅、細雪を一人で圧倒する。
ツチクレ
決闘は今回初めて行われた物ではなく以前にも一度試みられたが、零姫を初めとする第一世代型は心の調整を怠った為、人格破綻した奇械が多く、結局その目的の結果が伴わず決闘は失敗に終わっていた。
現存する奇械は前回の勝者たる零姫を除き第二世代型であるが、心の調整を重視し過ぎた為、逆に自我や情緒が強く己の存在意義に疑問を抱き、決闘に逆らう者が出てきてしまった。
ツチクレは「三度目」の決闘の為に用意されていたが、イレギュラー続きの今回の決闘を失敗とし、新たに次なる決闘を始めるのに今回の決闘を終息させる目的であの男が投入した第三世代型奇械である。
決闘を行わずに夜光蟲、ファム・ファタルを葬り、あの男の下に戦いを仕掛けた首切り丸も気配無く背後から斬るなど、他の第二世代型奇械とは一線を画す戦闘能力を持つ。
読み切りでも登場したが、デザインは全く異なる。学帽を被り、白いコートの下に褐色の素肌の上から十字デザインのネクタイ、ミニスカートと言ういでたちの、パーマのかかったロングの髪の少女。武器は日本刀。「マ゛」としか喋らない。
栗倉歌右衛門
漢助のご先祖で初代歌右衛門。無類の女好き。なぜかアテルイの中で精神体として生き続けている。
水蛭子（ひるこ）
かつて栗倉邸の地下牢に閉じ込められていた、初代歌右衛門の遺した“失敗作”と呼ばれる奇形異形の謎の奇械。栗倉綾女の部位を分け与えられた奇械のうち、首切り丸など最初の4体は水蛭子が混ぜられて作られていた。そのため水蛭子の混ざった奇械は、あの男による精神的支配に一定の耐性があり、自我を保つ事ができる。現在判明しているのは、零姫、首切り丸、酷死病の三体。
黒井
漢助のクラスメート。ショートの黒髪眼鏡の少女。誰とでも仲良くなれる社交的な性格で、漢助にとって居心地のいい相手ではあるが、恋愛対象というよりも、親友であり良き相談相手。ただし、黒井からすると友達以上の感情を抱いている。自称ヒロインを公言するが、メガネだとメインヒロインになれないとも語っており、コンタクトにしようか悩んでいる。
柿崎・ジョセフィーヌ・菊理
柿崎メディカルグループの女社長。柿崎は栗倉と同じく元来、人形師であるが、現代では技術が廃れてしまっており、栗倉の知識を欲している。10代の若い娘のような姿をしているが都築を坊やと呼ぶ。
都築先生
教壇でも咥えタバコを厭わない漢助や黒井のクラスの教師。実は柿崎からの命で栗倉漢介を監視するために教師という立場で出向した柿崎メディカルグループの社員。
鮮血姫
フレッシュガンガンに掲載された同名の読切作品に登場した奇械。斬り斬り舞のモデルと思わせるような“怪力”の能力を持ち、大きな戦斧を片手で軽々と振り回し、好戦的で人殺しも厭わない残忍さを持つ。また風貌は連載版のアテルイを思わせるようなメイド服姿である。ツチクレと同化した漢助によって倒される。
ツチクレ（読み切り版）
同上の読切作品に登場した首切り丸によって作られた奇械であり従者。連載版の戦闘型のアテルイの元になったようなデザインとなっている。カッター状の大刀が武器。意思はあるようだが「マ゛」としか喋れない。

## 書誌情報
- ガンガンコミックスONLINE 『狂想のシミュラクラ』 スクウェア・エニックス〈ガンガンコミックスONLINE〉、全4巻
  1. 2010年4月22日発売[2]、ISBN 978-4-7575-2846-8
  2. 2010年9月22日発売[3]、ISBN 978-4-7575-2995-3
  3. 2011年2月22日発売[4]、ISBN 978-4-7575-3137-6
  4. 2011年8月22日発売[5]、ISBN 978-4-7575-3330-1